# Georges Dengler
 (novembre 2021).
Si vous disposez d'ouvrages ou d'articles de référence ou si vous connaissez des sites web de qualité traitant du thème abordé ici, merci de compléter l'article en donnant les références utiles à sa vérifiabilité et en les liant à la section « Notes et références ».
Pour les articles homonymes, voir Dengler.
Georges Dengler, né le 26 avril 1904 à Sellières dans le département du Jura et mort en 1983, est un architecte français.

## Biographie
Georges Dengler est né le 26 avril 1904 à Sellières dans le département du Jura.
Élève à l'École des Beaux-Arts de Paris, il remporte le Premier Grand Prix de Rome en 1931.
Élu à l'Académie des beaux-arts de l'Institut de France (section III : Architecture) en 1948, Georges Dengler a animé l'atelier du même nom de 1952 à 1967 à l'École des Beaux-Arts de Paris.
Après la Seconde Guerre mondiale, il contribue à la reconstruction de la ville de Caen détruite à plus de 70% lors des combats du débarquement du 6 juin 1944.
L'architecte Marc Brillaud de Laujardière est désigné par le maire de Caen, Yves Guillou, pour concevoir un plan d'urbanisme et de reconstruction de la ville. Approuvé par le conseil municipal en mai 1946, ce plan est soumis à une enquête publique dont le rapporteur est le professeur de droit Jean Yver, en avril 1947. Il est déclaré d'utilité publique par le ministère de la Reconstruction et de l’Urbanisme (MRU) en décembre 1947.
Brillaud de Laujardière s'est entouré de trois architectes en chef adjoints : Georges Dengler, Henry Bernard et Marcel Clot. Chacun est plus particulièrement responsable d'un secteur de la zone à reconstruire. Ils travaillent en commun sur une maquette au 1/500 de l'ensemble du centre-ville et se réunissent régulièrement avec les architectes et les responsables du MRU. Les chantiers d'immeubles ou de groupes d'immeubles ouverts pour le compte des coopératives de reconstruction sont confiés à des architectes d'opération.
Georges Dengler est l'auteur de la chapelle « Sainte-Marie Mère de l'Église » de l'Institution Sainte-Marie d'Antony. Cette chapelle a été labellisée « Patrimoine architectural du XXe siècle » par le ministère de la Culture le 24 novembre 2011.

## Pour approfondir